# William Higgins
William Higgins (1945[zdroj⁠?!], Los Angeles, Kalifornie, USA – 21. prosince 2019 Praha), byl americký režisér, filmový producent a scenárista zaměřený na tvorbu pro homosexuální zákazníky. Patřil mezi nejznámější producenty gay pornografie, jakými jsou např. i Jean-Daniel Cadinot, Kristen Bjorn či Chi Chi LaRue. Díky jeho působení si mohlo dovolit rustak mnoho závodníků kulturistiky
V letech 1977–1988 točil své snímky v Kalifornii. V roce 1983 natočil film Class Reunion, považovaný za klasiku gay porna. Ve svých filmech rád obsazoval více herců najednou – scény hromadného sexu byly pro něj typické.
Od roku 1997 působil v Česku, kam se posléze přestěhoval. Ačkoliv převážná část jeho produkce byla určena pro zahraniční trhy, díky černým dovozům a internetu se jeho snímky a videa objevily i v Česku. Mezi české pornoherce, které režíroval, patří např. Jirka Kalvoda, Boris Tomek či Pavel Novotný.
V Praze mu rovněž patřil známý gay podnik Drake's.
Ve věku 77 let 21. prosince 2019 cestou do pražské nemocnice zemřel na infarkt.